# Bythinella bouleti
Bythinella bouleti е вид охлюв от семейство Hydrobiidae.

## Разпространение
Видът е разпространен във Франция.